# Robert Lucas de Pearsall
Robert Lucas de Pearsall (Bristol, 14 marzo 1795 – Rorschacherberg, 5 agosto 1856) è stato un compositore britannico. Privilegiò, nella composizione, la forma del madrigale.
È stato, nel 1825, il probabile autore del Duetto buffo di due gatti, brano musicale per due soprani erroneamente attribuito a Gioachino Rossini in quanto basato prevalentemente su musiche del compositore pesarese integrate da un brano del compositore danese Christoph Ernst Friedrich Weyse.

## Biografia
Nato nel sobborgo di Clifton, Pearsall, avviato alla carriera forense, divenne compositore in maniera abbastanza casuale quando, nel 1825, fu costretto ad un lungo periodo di riposo in conseguenza ad una ischemia che lo aveva colpito. Si trasferì quindi all'estero e fra il 1830 e il 1842 risiedette con la moglie Harriet e i figli in Germania, prima a Magonza e poi a Karlsruhe.
Si trasferì poi in Svizzera, stabilendosi nel castello di Wartensee a Rorschacherberg, dove rimase fino alla morte. Fece tuttavia ritorno diverse volte in patria (soprattutto nel biennio 1836-1837), tanto che fu fra i fondatori della Bristol Madrigal Society, per la quale scrisse molti dei suoi più apprezzati madrigali.
Come compositore di stampo soprattutto amatoriale, Pearsall non pubblicò molte delle sue opere, che trovarono corretta pubblicazione solo dopo la sua morte. Di lui si conservano comunque numerosi manoscritti, di cui ha avuto cura la nipote Philippa (morta nel 1917 ed autrice di un ritratto dell'avo), e che è stata colei che volle che il compositore fosse ricordato con la particella de posta davanti al cognome Pearsall (e che ha funzione quindi unicamente vezzeggiativa).
Compositore romantico, Pearsall è ricordato soprattutto per l'arrangiamento del brano In Dulci Jubilo e per le sue ventidue composizioni in forma di madrigale; segnatamente: Lay a Garland, Great God of Love e I saw lovely Phyllis. Ha composto anche musiche per la Chiesa cattolica e secondo l'uso della Chiesa Anglicana.